# (115312) Whither
(115312) Whither est un astéroïde de la ceinture principale.

## Description
(115312) Whither est un astéroïde de la ceinture principale. Il fut découvert le 19 septembre 2003 à Wrightwood par James Whitney Young. Il présente une orbite caractérisée par un demi-grand axe de 2,40 UA, une excentricité de 0,13 et une inclinaison de 3,0° par rapport à l'écliptique.

## Compléments